# Stenoma notosaris
Stenoma notosaris es una especie de polilla del género Stenoma, orden Lepidoptera.
Fue descrita científicamente por Meyrick en 1925.

## Distribución
Stenoma notosaris habita en el continente de América.